# Union nationale des étudiants de France – Indépendante et démocratique
 (juillet 2017).
L’Union nationale des étudiants de France – Indépendante et démocratique (Unef-ID) était un syndicat étudiant français ayant existé de 1980 à 2001.
La formation a représenté l'essentiel des courants de la gauche, sauf ceux liés au Parti communiste français. Il est issu du regroupement de deux organisations étudiantes : l'Unef-Unité syndicale et le Mouvement d'action syndicale qui créent l'Unef-ID lors du congrès de Nanterre en 1980.
L'Unef-ID fusionne le 24 juin 2001 avec une minorité de l'Unef-SE sous le nom « Unef », reprenant la dénomination antérieure à 1971.

## Histoire

### 1980 – 1982: naissance d’un syndicat

Évolution des syndicats étudiants français, dont les différentes UNEF.

En janvier 1980, l'Unef-US et le Mouvement d'action syndicale (MAS) signent un protocole d’unification. Basé sur l’idée de l’unité syndicale étudiante et le rejet de la loi Faure qui organise l'autonomie et la participation dans les universités il est la première pierre vers la constitution d’un nouveau syndicat regroupant toute la gauche syndicale non communiste. Après cinq mois de négociations marquées par des moments de tension, entre bureaux nationaux et minorités tant de l'Unef-US que du MAS, du 3 au 5 mai se tient finalement le congrès fondateur de l'Unef-ID à Nanterre. Celui-ci élit Jean-Christophe Cambadélis au poste de président. En outre, il dote le syndicat d'une charte qui avait été adoptée par tous les partenaires du « processus de réunification » en mars 1980, dite Charte de Paris. Ce document, qui s'inspire de la Charte de Grenoble dans sa conception de l'étudiant, définit les axes prioritaires de l'action du syndicat : lutte en faveur de l'aide sociale étudiante et contre la sélection à l'université.
À l'automne 1980, l'Unef-ID participe à son premier mouvement. Il s'agit d'une série de grèves contre la "carte universitaire". Celle-ci prévoyait de rationaliser les moyens et pour cela de limiter le nombre de création de filières et de fermer certains second cycle.
En 1981 apprenant l'intention du nouveau gouvernement socialiste d'abroger la loi Faure organisant les universités, l'Unef-ID annonce son intention de désormais participer aux élections universitaires pour, dit-elle, « faire entrer le changement à l'université ». C'est la fin du boycott prôné par ce syndicat étudiant et ses ancêtres, l'Unef-US et le MAS.

### 1982 – 1984: l’Unef-ID et la loi Savary
L'année 1982 est aussi l'occasion pour l'Unef-ID de confirmer son implantation à la MNEF, mutuelle étudiante. Au congrès tenu à Strasbourg en juin 1982, la liste « Pour la défense et le développement de la MNEF », soutenue par l'Unef-ID, totalise 80,42 % des délégués, contre 19,04 % pour l'Unef-Renouveau.
Mais la grande affaire des années 1983-84 est la discussion autour de la réforme de l'Université. Depuis 1981, à la grande satisfaction de l'Unef-ID, le gouvernement avait promis d'abroger la loi Faure et de lui en substituer une autre. L'Unef-ID est a priori favorable au projet et se méfie du mouvement, souvent inspiré par la droite (CELF et UNI notamment), qui émerge dès la proposition de loi connue.
À l’annonce de l’avant-projet, le 6 janvier 1983, les réactions sont contrastées. L’UNEF-Renouveau, rebaptisée Solidarité Étudiante, affiche un soutien quasi-inconditionnel à la réforme et « se félicite des perspectives de démocratisation et de professionnalisation de l’enseignement supérieur ». De son côté, l'Unef-ID a des critiques à formuler, notamment contre l'article 13 qui prévoit un concours pour passer d'un cycle à l'autre, et participe à sa manière aux grèves avec comme mot d'ordre : « Non à la sélection ! ».
En avril et mai 1983, l'Unef-ID participe donc aux grèves et manifestations contre la Réforme Savary des universités du ministre socialiste de l'Education Alain Savary, mais sans se joindre aux syndicats étudiants de droite ; la presse parle alors d'un « Mai 68 à l'envers ». Avec un article 13 modifié dans un sens qui la satisfait, l'Unef-ID accepte l'adoption de la loi Savary.
Pour l’UNEF-SE, la violence des manifestations illustre la volonté de la droite de faire des facultés un foyer de déstabilisation du pouvoir, la Coordination nationale des étudiants contre la loi Savary siégeant ouvertement dans les locaux de la FNEF, rue Notre-Dame-des-Champs à Paris.
Lors des élections universitaires nationales de 1983, auxquelles participent seulement 25 % des étudiants, l’UNEF Solidarité Étudiante a obtenu 21,04 % des voix et 1 484 sièges dans les CROUS contre 19,86 % à l’UNEF Indépendante et Démocratique.

### 1984 – 1987: un tournant idéologique et un mouvement d’envergure
L'année 1984 marque le départ d'une génération, les deux anciens présidents des syndicats fondateurs de l'Unef-ID, Jean-Christophe Cambadélis pour l'Unef-US et Julien Dray pour le MAS. Jean-Christophe Cambadélis est alors remplacé par son vice-président, Marc Rozenblat à la tête de l'Unef-ID.
En février 1986, c'est au tour de Marc Rozenblat de quitter l'Unef-ID. Il est remplacé par un proche, Philippe Darriulat. Ce dernier arrive au moment du passage d'une bonne partie des militants étudiants de la majorité du Parti communiste internationaliste (PCI) au Parti Socialiste. Certaines AGE refusent toutefois ce changement idéologique et restent dans l'orbite du PCI, notamment Nantes, Tours, Metz et Besançon.
Au printemps 1986, le nouveau gouvernement de droite RPR-UDF a décidé de réformer l'Université et remplacer la loi Savary. Les syndicats étudiants s'opposent immédiatement au projet Devaquet qui prévoit de donner une large autonomie aux universités, y compris en matière de frais d'inscription et de formation, et surtout qui envisage d'autoriser la sélection. À la rentrée 1986, et souvent à l'initiative de l'aile gauche de l'Unef-ID, des mouvements de grèves isolés apparaissent et des « Comités contre la réforme Devaquet » se constituent, ouvert aux non-syndiqués. Le bureau national de l'Unef-ID fait alors monter la pression en faisant circuler un appel-pétition. Puis au mois de novembre, Philippe Darriulat transforme les états généraux de l'Unef-ID en états généraux du mouvement. La semaine suivante, les militants de l'Unef-ID, généralement avec les autres syndicats (Unef-SE et PSA), appellent à la grève. En quelques jours, le mouvement contre le projet Devaquet s'étend. Plusieurs centaines de milliers d'étudiants et de lycéens descendent dans les rues. Dans la nuit du 5 au 6 décembre, des policiers voltigeurs à moto supposément à la recherche de « casseurs » agressent très violemment un jeune étudiant en économie qui n'a rien à voir avec les tensions, Malik Oussekine, qui succombe à ses blessures dans la soirée. Alain Devaquet démissionne immédiatement et le projet de réforme universitaire est retiré le 8 décembre par Jacques Chirac.
Lors de la dernière réunion de la coordination du mouvement contre le projet Devaquet, les participants avaient décidé de se retrouver pour des états généraux. L'Unef-ID, en pleine progression, hésite à s’engager dans cette aventure. Mais poussée par l'aile gauche, et notamment la tendance LEAS (Lutte étudiante - Action syndicale, proche de la LCR) et la sensibilité Villetaneuse, l’Unef-ID participe, au nom de l'unité syndicale, aux États généraux de l'enseignement supérieur.

### 1987 – 1989: profiter de la dynamique de 1986
À l'issue du mouvement contre le projet Devaquet, l'image de l'Unef-ID s'améliore et ses résultats électoraux s'en ressentent. C’est ainsi qu’aux élections au CA du CROUS de 1987, l’Unef-ID devient la première organisation étudiante représentative.
Philippe Darriulat tente d'exploiter cet avantage pour reconstruire dans l'Unef-ID la « grande Unef », mais malgré quelques ralliements ponctuels, tels que celui du CERES, l'Unef-ID ne parvient pas à créer une dynamique unitaire suffisante autour d'elle.
Les années 1987 - 1989 sont marquées par la pénurie de moyens des universités. En effet, confrontées à la croissance constante de leurs effectifs, les universités françaises peinent à s'adapter. On manque de places assises dans les amphis et les salles de TD, les Cités-U et Resto-U se délabrent et ne parviennent pas à s'adapter aux besoins de l'époque, les bibliothèques ont du mal à renouveler leurs catalogues... Face à la situation, et parce que c'est son rôle de syndicat leader, l'Unef-ID tente, sans grande conviction (et sans grand succès), de mobiliser les étudiants, notamment à la rentrée 1987.
En avril 1988, Philippe Darriulat quitte la présidence de l'Unef-ID ; il est remplacé par Christophe Borgel.

### 1989 – 1993: la mutation
Au cours de ces années, l'Unef-ID tente une profonde réforme interne. Il s'agit de promouvoir une organisation pragmatique et réformiste par opposition au syndicalisme d'opposition systématique des années 1970. Cette mutation parait d'autant plus nécessaire à la direction que l'audience de Unef-ID, tant institutionnelle qu'électorale, tend à s'éroder, notamment au profit de listes locales, souvent radicales, qui accusent l'UNEF-ID de s'être endormie dans le réformisme mou, à l'instar de son protecteur socialiste, en phase de décomposition droitière avancée. 
En effet, depuis que la majorité est passée au Parti socialiste, toutes les sensibilités de ce parti vont tenter de s'implanter dans le syndicat, compliquant sa gestion et écornant, de plus en plus ouvertement, le principe d'indépendance syndicale, et oubliant passablement de « faire le job » syndical, ce que les étudiants commencent à faire payer électoralement à l'organisation, dont les rangs commencent par ailleurs à se clairsemer. 
Pour marquer la chute du mur de Berlin et le retour espéré de la démocratie en Europe de l'Est, l'Unef-ID lance plusieurs initiatives, dont l'affrètement le 23 mars 1990 d'un train dit « de la démocratie » menant quatre cents étudiants français et européens à la rencontre de leurs homologues de l’Est. Cette opération est suivie en mai par une conférence européenne étudiante à la Cité des sciences et de l'industrie, qui réunit des organisations étudiantes de toute l'Europe.
Mais la belle unité pour la démocratie ne tient pas longtemps à l'Unef-ID. La guerre du Golfe vient bouleverser les équilibres. Dès le début de la crise, l'aile gauche de l'Unef-ID se prononce clairement contre la guerre. D'autres, numériquement moins importants, défendent l'intervention au nom du droit international. La « majorité de la majorité » elle-même est divisée. Son aile gauche est contre la guerre, alors que le reste du groupe cultive une certaine ambiguïté. Finalement, et après bien des hésitations et débats interne, l'Unef-ID adopte la ligne "Ni Bush ni Saddam". Autrement dit, ni violation du droit international, ni impérialisme américain...
À la suite du débat sur la pédagogie et l’échec en premier cycle, l’Unef-ID présente ses « quatre idées fortes pour une université démocratique et de qualité ». Il est notamment prévu que la formation, composée de blocs pédagogiques capitalisables, doit partir d’une base pluridisciplinaire vers une spécialisation progressive. En outre, le tutorat doit aider les nouveaux venus à s’adapter plus vite et à s’orienter plus efficacement.
Le 26 mars 1991, l'Unef-ID, accompagnée de la FAGE, du CELF et de l'UNI mais pas de l'Unef-SE, signe le plan social étudiant (PSE). Ce dernier se donne pour objectif d’atteindre 25 % d’étudiants boursiers, mais aussi d'instituer des prêts bancaires garantis par l'État, forme de privatisation de l'aide sociale étudiante. Pour les restaurants universitaires, il est prévu de retourner à la parité État-étudiant dans le prix du repas. Enfin, des rénovations et constructions de cités-U sont programmées. À l'Unef-ID, la signature du plan par le président Christophe Borgel, crée des remous. Pour la base et les contestataires, il est inadmissible que l'aide sociale puisse passer par un prêt bancaire. Toutefois, le PSE restera en grande partie lettre morte.
En novembre 1991, Christophe Borgel, « crâmé » après le PSE, quitte la présidence de l'Unef-ID au profit de l'un de ses proches, Philippe Campinchi.
Au cours des années 1990, l'Unef-ID, jadis très engagée dans la lutte contre l'apartheid désormais terminée, s'engage de plus en plus dans la lutte contre le racisme en général et le Front national en particulier. Cette orientation passe par un partenariat avec SOS Racisme, mais surtout avec le Manifeste contre le Front national, une construction ad hoc de certains courants du PS pour garder une main sur ce combat.
En février 1992, le ministre de l'Éducation nationale, Lionel Jospin, propose une réforme pédagogique. Celle-ci prévoit notamment de concentrer les DEUG. On doit alors passer d'une quarantaine de diplômes, correspondant à des matières spécifiques, à onze DEUG multidisciplinaires. Ces derniers seraient composés de modules capitalisables. Il est également envisagé de définir un nombre maximum d'étudiants par filière, ainsi que de limiter à un seul redoublement en licence et maîtrise. Enfin, le tutorat doit être généralisé. Alors qu'il réduit le nombre de spécialités, tout comme celui des étudiants par filière, l'Unef-ID trouve néanmoins le projet « globalement positif » car il reprend plusieurs de ses revendications pédagogiques édictées en 1990. Mais un mouvement éclate mi-février, souvent à l'initiative d'assemblées générales et de collectifs indépendants, de syndicats locaux radicaux (Virus Mutinerie à Nantes, Ageab-PSA à Bordeaux...) ou de l'Unef-SE. L'Unef-ID, qui dénonce timidement certains aspects de la réforme (limitation du droit au redoublement et nombre minimum d’étudiants), est confrontée à un dilemme. Doit-elle s'opposer au projet par la grève, ou tenter d’obtenir l’ouverture de négociations par un autre moyen ? Fin mars, face à un mouvement qui dure et se radicalise, Philippe Campinchi prend l'initiative de créer une deuxième coordination dite Coordination unitaire de province. Cette dernière appelle à une pause et à des négociations. Début avril, le gouvernement est remanié et Jack Lang, nouveau ministre de l'Éducation nationale, annonce opportunément la « suspension » du texte. La réforme est avortée. Les étudiants en lutte sont satisfaits, mais la gestion de ce mouvement par l'Unef-ID a accentué les lignes de fracture apparues lors de la guerre du Golfe. L'organisation apparaît de plus en plus dépassée et surtout divisée en deux courants qui ne suivent plus les limites des tendances et sensibilités traditionnelles. Ainsi, la « majo de la majo » est elle-même profondément fragilisée par le débat.

### 1993 – 1994: l’heure des choix décisifs
La crise qui couve à l'Unef-ID depuis quelques années éclate brutalement en janvier 1993. À cette date, l'aile gauche de la majorité, emmenée par la secrétaire générale Emmanuelle Paradis et le trésorier David Rousset, décide de scissionner et de former la Tendance indépendance et action. Ces derniers critiquent sévèrement la majorité qui, selon eux, a permis une dilution des valeurs syndicales et même des valeurs de la gauche, sous prétexte de modernisation. Pour eux, le déclin électoral et l'incapacité à faire appliquer le PSE s'expliquent par ces renoncements. Ils prônent donc le retour à une orientation offensive. Leur initiative rencontre vite un certain écho et ils parviennent à rassembler autour d'eux toutes les oppositions à la majorité.
Le congrès de Clermont-Ferrand, en 1993, s'avère donc particulièrement tendu. À l'issue des congrès locaux, eux-mêmes souvent difficiles, majorité et opposition sont au coude à coude. Beaucoup craignent alors l'éclatement de l'Unef-ID en deux organisations antagonistes, mais un accord de gestion est finalement trouvé. La majorité conserve un léger avantage numérique au Bureau national, garde la présidence et obtient le secrétariat général, mais l'opposition, regroupée dans la Tendance indépendance et démocratie, progresse au BN, gère la trésorerie et obtient la vice-présidence. Le congrès ne règle cependant pas le contentieux sur le fond et annonce une année difficile faite d’affrontements internes.
Ce congrès voit, par ailleurs, la mise en place d'une évolution majeure dans la constitution du corps électoral. Alors que jusque-là, les mandats étaient déterminés au prorata du nombre d'adhérents de chaque AGE, le principe d'un votant, une voix a présidé à son élaboration. Beaucoup plus difficile, dans ces conditions, de faire valider les cartes syndicales fictives et les votants « fantômes » — d'où le resserrement final des votes au congrès.
En juin 1993, à peine revenue au pouvoir, la droite, par l'entremise de François Fillon, nouveau Ministre de l'Enseignement supérieur et de la Recherche du gouvernement Balladur, se lance dans une tentative de « réforme » de l'aide au logement (ALS) pour les étudiants, visant à la diminuer de 65 %. Les mauvaises conditions de la rentrée universitaire font par ailleurs monter la pression entre syndicats étudiants et gouvernement. Des grèves sporadiques éclatent un peu partout dans les universités, souvent soutenues par l'Unef-ID mais rarement contrôlées par elle, qui est sortie affaiblie de son congrès et n'est tout simplement pas en ordre de bataille face aux assemblées générales souveraines, souvent tenues par les petits syndicats radicaux et l'UNEF.
Mais après les manifestations et parfois les affrontements à l'occasion de l'ALS, la rupture entre le gouvernement Balladur et les étudiants intervient en mars 1994 avec le Contrat d'insertion professionnelle (CIP), dit « SMIC jeune » puisqu'il permet de payer un jeune jusqu'à 20% de moins que le SMIC pendant deux ans, lors de son accession au marché du travail. Les étudiants et lycéens, profondément révoltés pour beaucoup, suivent rapidement les AG et syndicats locaux. L'Unef-ID participe au mouvement, mais largement en ordre dispersé du fait de ses divisions internes, alors que des centaines de milliers de manifestants, essentiellement étudiants et lycéens, descendant dans la rue. Philippe Campinchi, qui travaille avec « l'autre Unef », arrive finalement à s'imposer comme un acteur incontournable du conflit. Après un mois de mobilisation, le gouvernement retire son projet. Cette victoire donne un peu de répit à l'UNEF-ID et lui permet de masquer, pour un temps, ses divisions. Elle semble même marquer un premier point dans la réunification du syndicalisme étudiant, les deux UNEF ayant fait front commun.
Néanmoins, le répit est de courte durée. En effet, en juillet, un coup de tonnerre éclate aux élections du CNESER : l’Unef-ID perd six points et se trouve distancée par la FAGE, apolitique mais de plus en plus revendicative, et perd donc son statut de première association étudiante représentative.
Au cours de l’année 1994, la majorité se fragilise encore et Philippe Campinchi annonce son intention de quitter sa présidence. Il décide également de convoquer un nouveau congrès pour le mois de décembre à Paris. Pour ce congrès de 1994, afin de ne pas tomber dans le piège des divisions et des coups de théâtre comme à Clermont-Ferrand, des accords ont été négociés avant le congrès. L'opposition, qui s'appelle désormais la Tendance avenir syndical (TAS), a signé un accord avec la tendance Reconstruire, qui jusque-là participait à la majorité. Cette alliance obtient 66 % des mandats (51 % pour la TAS et 15 % pour Reconstruire). La majorité est renversée et Pouria Amirshahi est élu président de l’Unef-ID.

### 1995 – 1996: exploiter le rapport de force
Le début d'année 1995 s'avère tendu, marqué par une grève dans les IUT et des grèves sporadiques dans diverses universités pour plus de moyens et contre le rapport Laurent, qui parle de régionalisation des universités. Dans ce contexte, l'Unef-ID entend jouer son rôle de syndicat de contestation en mobilisant les étudiants, mais aussi de syndicat de proposition en organisant des états généraux au cours desquels elle demande une allocation d'étude basée sur les revenus réels des étudiants. Mais c’est surtout à l’automne que la majorité a enfin l’occasion de montrer sa volonté de profiter d’un rapport de force favorable. En octobre, débute en province un mouvement de grève pour « plus de moyens ». Celui-ci s’étend rapidement pour culminer à la mi-novembre, où il rentre en résonance directe avec le mouvement social contre le plan Juppé. L’extrême gauche, dont certaines franges sont représentées dans des tendances minoritaires de l’Unef-ID, tente de radicaliser le mouvement et domine une coordination loin d'être unitaire. De son côté, la direction de l’Unef-ID refuse de s'effacer tout en se rapprochant de tous les interlocuteurs de bonne volonté (syndicats d’enseignants et IATOS ou Conférence des présidents d'université). Finalement, début décembre, le ministre de l’Éducation nationale, François Bayrou, annonce un plan d’investissement pour les universités d’un peu plus de 2 milliards de francs et la création de 4000 postes d’enseignants et d'IATOS — annonce plutôt bien accueillie par l'UNEF-ID. L'aile gauche de l'Unef-ID regrette toutefois un manque de radicalisme et l'absence d'engagement dans la coordination. À Montpellier, cette contestation va jusqu'à une scission de l'AGE locale et la création du SEUL.

### 1996 – 1999: l’heure des victoires
Le 5 février 1996, après 18 mois de consultations (rencontres, États généraux…), le ministre de l'Éducation nationale annonce une réforme des premier et deuxième cycles universitaires. Celle-ci prévoit notamment la refonte des études en semestres, dont le premier est conçu pour permettre censément une réorientation. En outre, chaque semestre sera désormais composé de modules d'enseignement capitalisables (possibilité de garder le bénéfice des notes au-dessus de la moyenne en cas de redoublement) et compensables entre eux (pour passer en année supérieure, il faut la moyenne à l'ensemble des modules — comme au bac — et non à chacun des modules). Mais c'est particulièrement dans les études de droit que l'avancée est la plus grande. Le système d'« admissibilité-admission », c'est-à-dire l'obligation d'avoir la moyenne à un écrit puis à un oral, est en effet supprimée. Cette réforme est interprétée par l'Unef-ID comme une victoire du mouvement étudiant.
En juillet 1998, le nouveau ministre de l'Éducation nationale, Claude Allègre, annonce un plan social étudiant (PSE). Ce dernier reprend une partie des objectifs annoncés lors du PSE de 1991 et des promesses de François Bayrou faites en 1995, à la suite du mouvement de grève. Le PSE prévoit ainsi d'augmenter le nombre d'étudiants bousiers pour atteindre 30 % d'étudiants aidés et ce, y compris par la création de bourses à taux 0, permettant une simple exonération des frais d'inscription. En outre, le montant des bourses est revalorisé. Le PSE permet aussi — vieille revendication étudiante — la création d'une allocation d'études, même si c'est seulement dans un premier temps pour un nombre limité d'étudiants en situation d'autonomie vis-à-vis de leur famille. Pour être complet, il faut ajouter des rénovations et constructions de cités universitaires. L'Unef-ID voit immédiatement dans ce plan une nouvelle victoire, même si le nombre limité d'allocations d'études la déçoit.
Les élections étudiantes au CNESER sont annulées à la suite de la domiciliation d'un grand nombre d'électeurs au siège de l'Unef-Id, ce qui ne permettait pas l'indépendance et la neutralité du scrutin, décision confirmée en appel.

### 1998 – 2000: sauver la MNEF
À l'automne 1998, la crise de la MNEF, débutée en avril, prend une nouvelle dimension. La direction de la mutuelle, notamment son directeur général, Olivier Spithakis, est, en effet, accusée de mauvaise gestion et d'emplois fictifs. Le scandale de la MNEF conduit à de nombreuses remises en cause, non seulement de la mutuelle et de ses rapports avec divers syndicats, dont l'Unef-ID (à cette époque, la mutuelle étudiante subventionne le syndicat étudiant annuellement à hauteur de 750 000 F), mais aussi à une remise en cause du régime étudiant de sécurité sociale. Pour l'Unef-ID, ce régime spécifique, obtenu par l'Unef en 1948, est la première pierre du statut social étudiant, il ne saurait donc être question de la remettre en cause. Aussi, l'Unef-ID entend-elle profiter des élections prévues en février 1999 pour reprendre la mutuelle et assainir ses pratiques. C'est dans cette optique que le 11 octobre 1998, lors d'un CN extraordinaire, Pouria Amirshahi, qui doit prendre la tête de la liste Unef-ID aux élections à la MNEF, cède son poste de président de l'Unef-ID à Carine Seiler, jusque-là vice-présidente.
À la fin de l'année 1998, un petit mouvement de grève éclate dans une dizaine d'universités, surtout en province, qui dénonce les « dérives libérales » qu'il pense déceler dans le plan Université du troisième millénaire (U3M), un plan d'investissement pour l'Université. Ils s'opposent aussi à l'application de certaines dispositions du rapport Attali, notamment l'harmonisation européenne des diplômes de l'enseignement supérieur, dite 3-5-8 ou LMD, c’est-à-dire Licence à bac + 3, Master à bac + 5 et Doctorat à bac +8. Bien qu’ayant fortement critiqué le rapport Attali et dénoncé plusieurs aspects du plan U3M, notamment les « pôles d'excellence » qui selon elle crée de la disparité entre les universités, l’Unef-ID, sur le terrain, a du mal à faire entendre ses revendications face à la radicalité de certaines AG et organisations.
En 1998, l'Unef-ID participe aux négociations prévoyant la création de la carte Imagine'R (tarif spécial, environ 40 % de réduction, pour les scolaires et étudiants sur le réseau RATP). Sa mise en place en septembre intervient alors que le syndicat faisait campagne depuis plusieurs années pour le demi-tarif dans les transports.
En janvier 1999, l’Unef-ID et l’Unef-SE décident de faire liste commune pour les élections à la MNEF. La liste intitulée « Changer la MNEF » est menée par Pouria Amirshahi et Karine Delpas, présidente de l’Unef-SE. La liste arrive première avec 40 % des voix à l’issue des élections, dont le résultat est connu en mars : Pouria Amirshahi est élu président de la MNEF. La nouvelle direction lance un plan de sauvetage de la mutuelle, mais n’a pas le temps de mener son programme à terme car, six mois plus tard, la mutuelle étudiante est mise sous tutelle. Du point de vue syndical, la liste commune est un premier pas vers la réunification des deux Unef. Dès lors, l’Unef-ID n’aura de cesse d’œuvrer pour l’aboutissement de ce projet.
En avril 2000, après la mise sous tutelle de la MNEF, le régime étudiant se trouve menacé à la fois par son déficit (de 10 à 30 millions de francs) et par certaines manœuvres politiques visant à le rapatrier vers le régime général. L'Unef-ID se bat donc, par la voix de sa présidente Carine Seiler et celle de l'ancien président de la mutuelle Pouria Amirshahi, pour le sauver. Finalement, avec le soutien des grandes mutuelles, de l'Unef-ID, de l'Unef-SE et de la FAGE, la MNEF est dissoute et une nouvelle mutuelle est créée, La mutuelle des étudiants (LMDE).

### 2000 – 2001: vers la réunification
En juin 2000, les deux Unef annoncent leur volonté de se réunifier. En juillet, elles font liste commune aux élections au CNESER. Ce choix leur permet d'obtenir la majorité absolue des élus. Mais le congrès de réunification prévu en décembre doit être repoussé, la minorité de l'Unef-SE qui est hostile à l'union avec l'Unef-ID ayant réussi à bloquer le processus dans son syndicat.
À l'annonce des élections à LMDE, Carine Seiler quitte au début de l'année 2001 sa place de présidente de l'Unef-ID pour mener la liste Unef. Elle est remplacée à ce poste par Yassir Fichtali.
Le 24 juin 2001, une assemblée générale de l'Unef-ID et de l'Unef dite Solidarité étudiante à Paris aboutit à la fusion de l'Unef-ID et de l'Unef dite Solidarité étudiante menée par son ancienne direction nationale sous le nom d'Unef. De nombreuses AGE de l'Unef dite Solidarité étudiante, désormais disparue, refuse cette fusion.

## Organisation
Son orientation était décidée lors de congrès au cours desquels, l’ensemble des adhérents était appelé à se prononcer sur les textes d’orientation proposés. Les votes sur ceux-ci permettait, en outre de répartir les postes dans les instances nationales, notamment Bureau national (BN) et commission de contrôle, chargée de veiller au bon fonctionnement du syndicat surtout lors des congrès dont elle proclame les résultats.
Un tel fonctionnement est possible grâce à l’existence de tendance et sensibilités. Une tendance est l’union de militants unis par une vision commune du syndicalisme étudiant. Officiellement reconnues, elles seules peuvent présenter un texte d’orientation à un congrès. Les sensibilités sont des courants de pensées qui, à l’intérieur d’une tendance, nuance le discours dominant et apporte une contribution originale. Si c’est lors des congrès que tous ce décide, c’est généralement quelques mois avant, souvent lors d’un collectif national (CN), sorte de parlement de l’UNEF-ID, que les nouvelles tendances et sensibilités apparaissent.

### Liste des congrès
- 1980 : Congrès de Nanterre I, la fondation
- 1982 : Congrès de la Mutualité I, renforcement de l’unité
- 1984 : Congrès de 1984, renforcement de la majorité puis basculement de celle-ci au PS
- 1987 : Congrès de Nanterre II, profiter de la dynamique du mouvement contre le projet Devaquet
- 1989 : Congrès de Nanterre III, la révolution culturelle
- 1991 : Congrès de la Mutualité II, la mutation
- 1993 : Congrès de Clermont-Ferrand, la crise ouverte
- 1994 : Congrès de Paris, le renversement de la majorité
- 1997 : Congrès de Montpellier, un climat apaisé
- 1999 : Congrès de Toulouse, vers la réunification
- Le 24 juin 2001, les deux UNEF réunies en congrès de refondation décident de se réunifier.

## Tendances
- Tendance indépendance et action est le nom d'une tendance, minoritaire puis majoritaire, dans les années 90. Quelques jours avant sa réunion, le Collectif national (CN) de l'UNEF-ID prévu pour le samedi 9 janvier 1993, a été annulé. Pourtant dans la salle plusieurs dizaines de militants sont quand même venus. À la tribune, Emmanuelle Paradis, secrétaire générale de l'UNEF-ID, dénonce les dérives du syndicat et l’autoritarisme de son président Philippe Campinchi. Dans la salle, beaucoup de militants de région parisienne, mais pas seulement. On trouve notamment David Rousset trésorier de l’UNEF-ID ainsi que plusieurs autres membres du Bureau national (BN), Pouria Amirshahi, Emmanuel Chumiatcher, Sylvie Rémy... Tous ont sous le bras un document relié de rouge, intitulé : Indépendance et action, et sous titré : Pour un syndicalisme de transformation sociale. Ce CN avorté, ce texte rouge c’est l’acte de naissance d’une scission dans la majorité et, la création de la Tendance indépendance et action . Après de longues années à tenter d’influencer la direction du syndicat, l’aile gauche prend son indépendance et lance une dynamique qui la conduira au pouvoir en un peu plus d’un an et deux congrès.
- Tendance indépendance et démocratie (TID) est une tendance apparue peu avant le congrès de Clermont-Ferrand de 1993. Elle est née de la fusion de plusieurs tendances dans le but de renverser la direction du syndicat étudiant.
- Majorité nationale est l'une des tendances de l'UNEF[5]. La majorité nationale assume la direction de la plupart des grandes AGE, quant au nombre d'adhérents, de l'UNEF : Lyon, Bordeaux, Aix-Marseille, Reims, Toulouse, etc. ainsi que de nombreuses AGE de la Région Parisienne.
- Tendance pour l’unité syndicale, autrement dit la Tendance plus est une tendance apparue dès 1980.
- Tendance pour une UNEF unitaire et démocratique (TUUD) est une tendance, aujourd'hui disparue, de l'Union nationale des étudiants de France (UNEF).
- Tendance syndicaliste autogestionnaire reconstruction syndicale  (TSARS) est une tendance fondatrice de l’UNEF-ID en 1980.
- Tendance Villetaneuse est le surnom d’une sensibilité puis d’une tendance de l’UNEF-ID. Elle a existé sous forme de sensibilité de 1981 à 1991 et de tendance de 1991 à 1994. Si la sensibilité n’avait pas d’autre nom que Villetaneuse, la tendance, elle, était officiellement appelée Tendance sursaut ou le déclin (TSOD).

## Liste des présidents de l'Unef-ID
- 1980 – 1984 : Jean-Christophe Cambadélis, anciennement président de l'Unef-US depuis 1978 ;
- 1984 – 1986 : Marc Rozenblat
- 1986 – 1988 : Philippe Darriulat
- 1988 – 1991 : Christophe Borgel
- 1991 – 1994 : Philippe Campinchi
- 1994 – 1998 : Pouria Amirshahi
- 1998 – 2001 : Carine Seiler
- 2001 : Yassir Fichtali, puis président de l'Unef de 2001 à 2005.